# 岡村有希子
岡村 有希子（おかむら ゆきこ、1967年8月17日 - ）は、日本の元アイドル。本名、渡辺佳枝（わたなべ かえ、旧姓：岡村）。現芸名は渡辺かえ。血液型：A型。所属：青山芸術企画。山口県下関市出身。堀越高等学校卒業。兄がいる。

## 人物・略歴
小学4年生の時に福岡のテレビ局が開催したのど自慢大会で優勝。小学5年生の頃から平尾昌晃ミュージックスクール福岡校に通っていた。そこで一緒にレッスンを受けていた桑田靖子とは当時からの仲良し。1981年に福岡音楽祭に出場し、特別賞受賞。同年、長崎歌謡祭の決戦大会に出場し第2位（グランプリ受賞は松本伊代）。そこでレコード会社のディレクターにスカウトされ、デビューのきっかけを得る。1983年、中学卒業と共に上京。同年中に歌手デビュー予定で、当初本人は演歌歌手志望だったが、まだ早いという周囲の判断によりアイドル歌手としてデビューすることになる。
1984年1月25日にユピテルレコードよりフレンチ・ポップス路線の曲「哀しみのレイン・トリー」で歌手デビュー。当時の愛称は「ユーリン」（タモリが名付けた。有希子と、自身の憧れの松任谷由実の愛称「ユーミン」が由来）。
同級生の岡田有希子と名前を間違えられる事があった。自分のキャンペーンやミニライブの会場に岡田のファンが間違えて来て「違～う！」と叫ばれたこともあったという。
その後所属していたユピテルレコードが倒産したため、日本コロムビアに移籍し、岡村佳枝に改名してアニメソングなどで活動を継続するも、1990年に23歳で結婚を機に引退。翌年1991年に故郷の下関に戻る。故郷に戻った後は主に結婚式やパーティーなどの司会の仕事を務め、地元出身の安倍晋三のパーティーの司会も務めたことがあった。
シングルをリリースした期間は1984年～1985年だが、1989年までアニメソングオムニバスCDなどに参加、歌手活動を行なっていた。
歌手を引退後、結婚・離婚・再婚を経て、渡辺かえ名義で地元・下関のコミュニティFM放送局であるカモンFMのラジオパーソナリティとして活動。ラジオパーソナリティの他に、結婚式の司会なども務めている。
堀越高等高校の同級生で仲が良い田中久美は、岡村の影響で、ラジオパーソナリティになっている。そのような縁もあって、一緒に仕事をする機会もある。
娘は元タレントの岡村真由、娘の夫（義理の息子）は東北楽天ゴールデンイーグルス所属の岡島豪郎。

## 出演番組
- カモンヒルズ764　月・火・水曜日（カモンFM）
- ゴジラジ！ 月・木曜日（カモンFM）
- MUSIC PALET　土曜日（カモンFM）
- モルックしませんか!?（J:COM下関）

## 音楽

### シングル

#### 岡村有希子 名義
| #                | 発売日           | A/B面            | タイトル                 | 作詞             | 作曲               | 編曲                 | 規格品番         |
| ユピテルレコード | ユピテルレコード | ユピテルレコード | ユピテルレコード         | ユピテルレコード | ユピテルレコード   | ユピテルレコード     | ユピテルレコード |
| ---------------- | ---------------- | ---------------- | ------------------------ | ---------------- | ------------------ | -------------------- | ---------------- |
| 1                | 1984年 1月25日   | A面              | 哀しみのレイン・トリー   | 尾関昌也         | 尾関裕司           | 萩田光雄             | YS-95            |
| 1                | 1984年 1月25日   | B面              | パリ行きエアライン       | 尾関昌也         | 滝沢洋一           | 萩田光雄             | YS-95            |
| 2                | 1984年 4月25日   | A面              | 眠れない...眠らない      | 尾関昌也         | 尾関裕司           | 萩田光雄             | YS-97            |
| 2                | 1984年 4月25日   | B面              | アイドルを探せ           | (訳詩)永田文夫   | GEORGES GARVARENTS | 萩田光雄             | YS-97            |
| 3                | 1984年 9月10日   | A面              | 雨上がりのサンジェルマン | 秋元康           | 岸正之             | 新川博               | YS-103           |
| 3                | 1984年 9月10日   | B面              | そよ風のメロディー       | 小泉まさみ       | 小泉まさみ         | 小泉まさみ・松井忠重 | YS-103           |

- 未発表曲
  - 「水曜日のリセエンヌ」（発売直前にユピテルが倒産したため未発売）

#### 岡村佳枝 名義
| #              | 発売日         | A/B面          | タイトル                 | 作詞           | 作曲           | 編曲           | 規格品番       |
| 日本コロンビア | 日本コロンビア | 日本コロンビア | 日本コロンビア           | 日本コロンビア | 日本コロンビア | 日本コロンビア | 日本コロンビア |
| -------------- | -------------- | -------------- | ------------------------ | -------------- | -------------- | -------------- | -------------- |
| 4              | 1985年 7月21日 | A面            | 私のパーフェクト・ボーイ | 竜真知子       | 有澤孝紀       | 有澤孝紀       | AH-624         |
| 4              | 1985年 7月21日 | B面            | 青い水彩画               | 竜真知子       | 有澤孝紀       | 有澤孝紀       | AH-624         |

### イメージソング（アルバム収録）
すべて日本コロムビアより岡村佳枝名義
- 「SENTIMENTAL FIRST LOVE」 塀内真人（塀内夏子）原作 フィフティーン・ラブイメージアルバム収録※
- 「ほんとのキスをお返しに」 超獣機神ダンクーガ カバー曲（原曲は藤原理恵）※
- 「ピンクのティアドロップ」 夢戦士ウイングマン 夢戦士ウイングマン-Final-不滅のヒーロー・ソング収録